# Мурило Фатигати I (Напуљ)
Мурило Фатигати I је насеље у Италији у округу Напуљ, региону Кампанија.
Према процени из 2011. у насељу је живело 21 становника. Насеље се налази на надморској висини од 27 м.